# Альпинистский лагерь

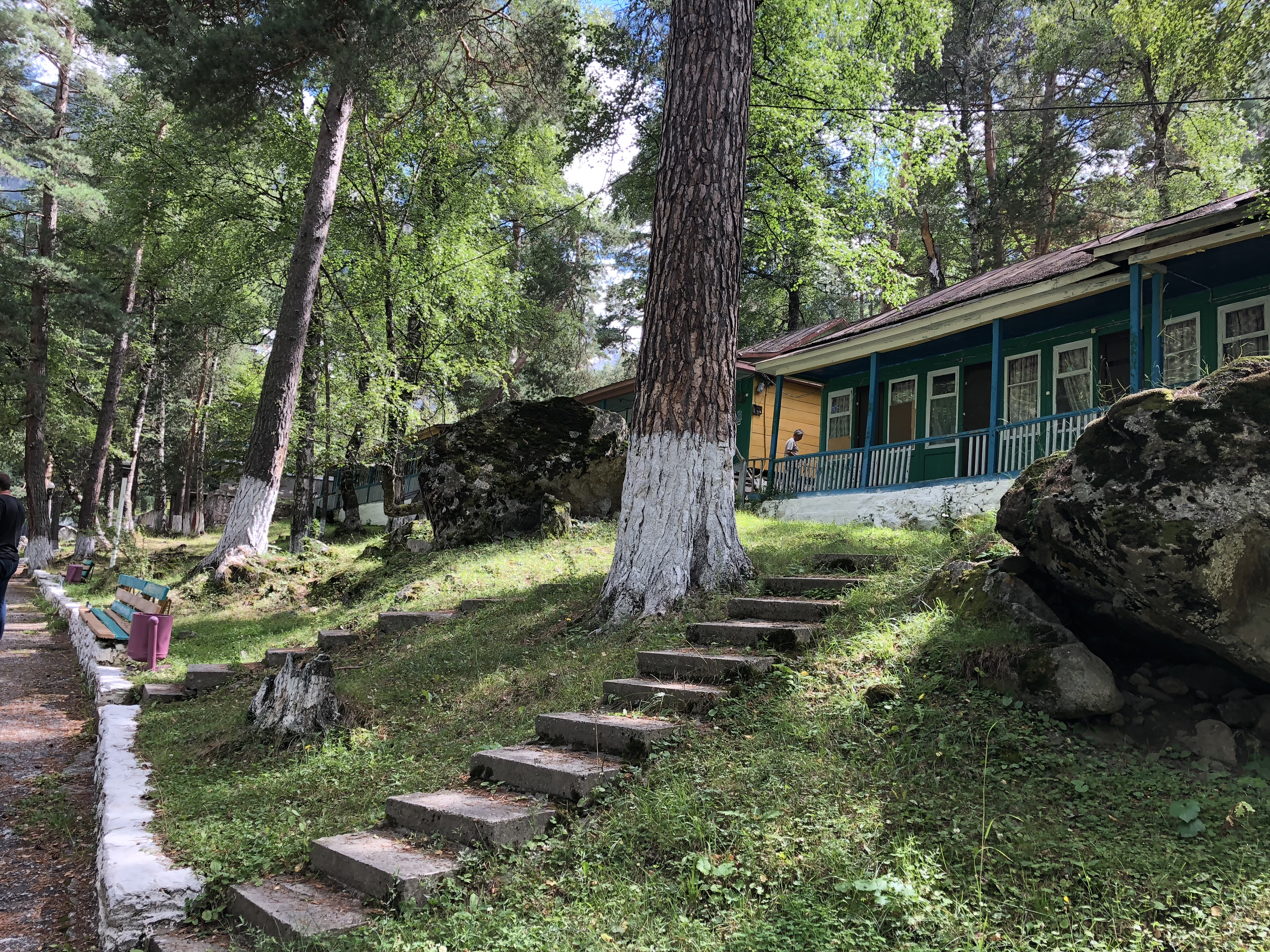
Альпинистская учебно-спортивная база, база отдыха, альпинистский лагерь Шхельда на Кавказе

Альпини́стский ла́герь (альпла́герь) — учебно-тренировочная спортивная база, по организации и форме своей деятельности ориентированная на обучение и повышение спортивного мастерства альпинистов.
Первый альплагерь появился в СССР в 1931 году, а к 1968 году их число в стране достигло восемнадцати (с пропускной способностью одиннадцать-двенадцать тысяч человек за сезон (июнь-сентябрь) (по другим данным, 53 и даже больше). В большинстве случаев они представляли собой группы малоэтажных построек, предназначенных для размещения альпинистов и обслуживающего персонала (тренеров-инструкторов, врачей, поваров), а также для вспомогательных целей (столовой, учебных классов, душевых, электроподстанций). Альплагеря финансировались добровольными спортивными обществами (ДСО), входящими, в свою очередь, в структуру ВЦСПС. Созданная в СССР система альплагерей, расположенных в наиболее посещаемых и доступных высокогорных районах Кавказа, Тянь-Шаня и Памира, финансируемых государством и работающих по единым правилам учебно-воспитательной и спортивной подготовки альпинистов различных уровней квалификации, считается уникальной в своём роде школой подготовки представителей этого вида спорта.
С распадом СССР и прекращением государственной поддержки системы альплагерей их финансирование и организационные формы деятельности претерпели существенные изменения, но тем не менее основной формат, статус и ориентированность на специфику функционирования и оказания услуг в большинстве случаев остались прежними.

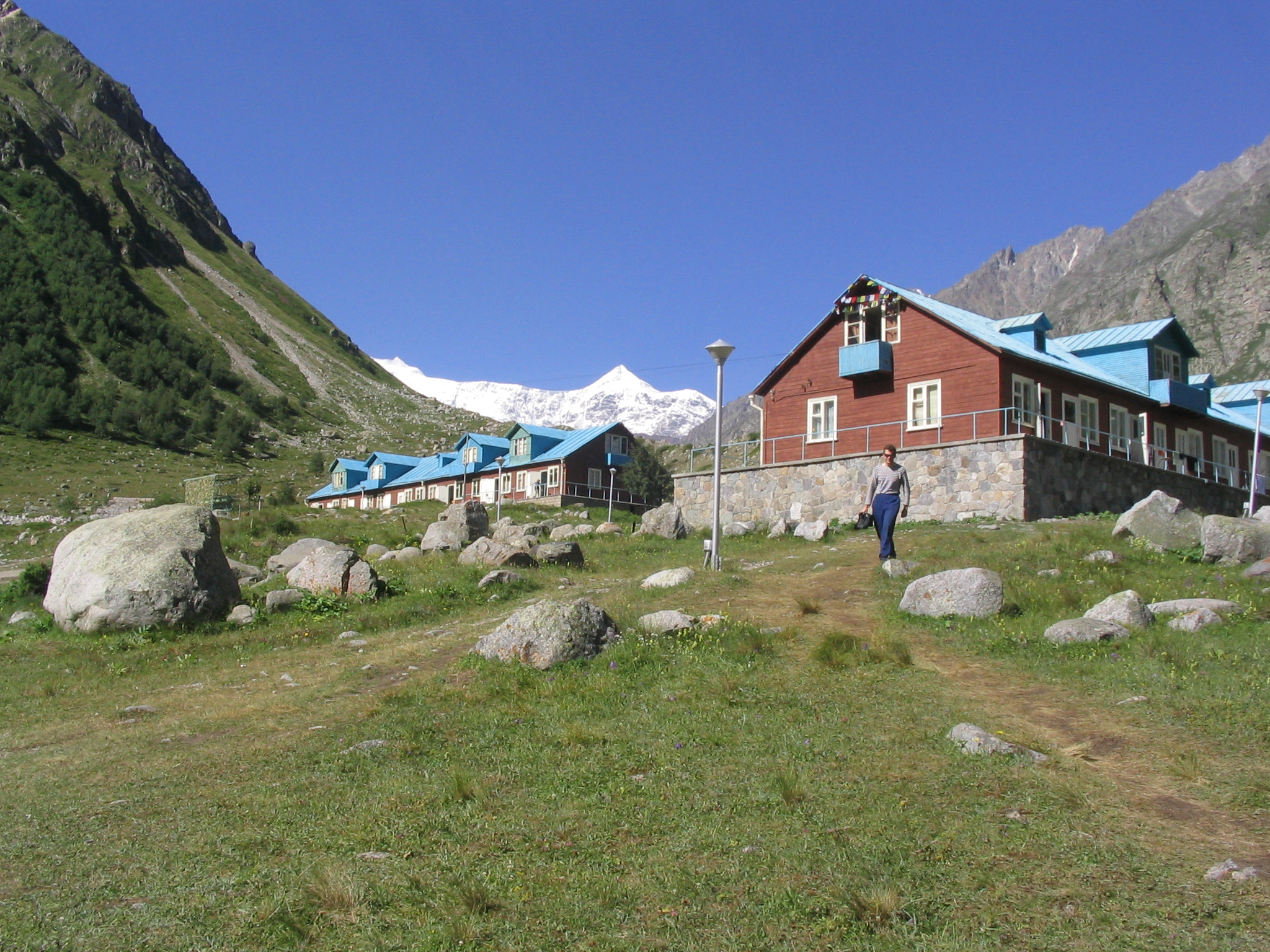
Альпинистская учебно-спортивная база, альпинистский лагерь Безенги на Кавказе

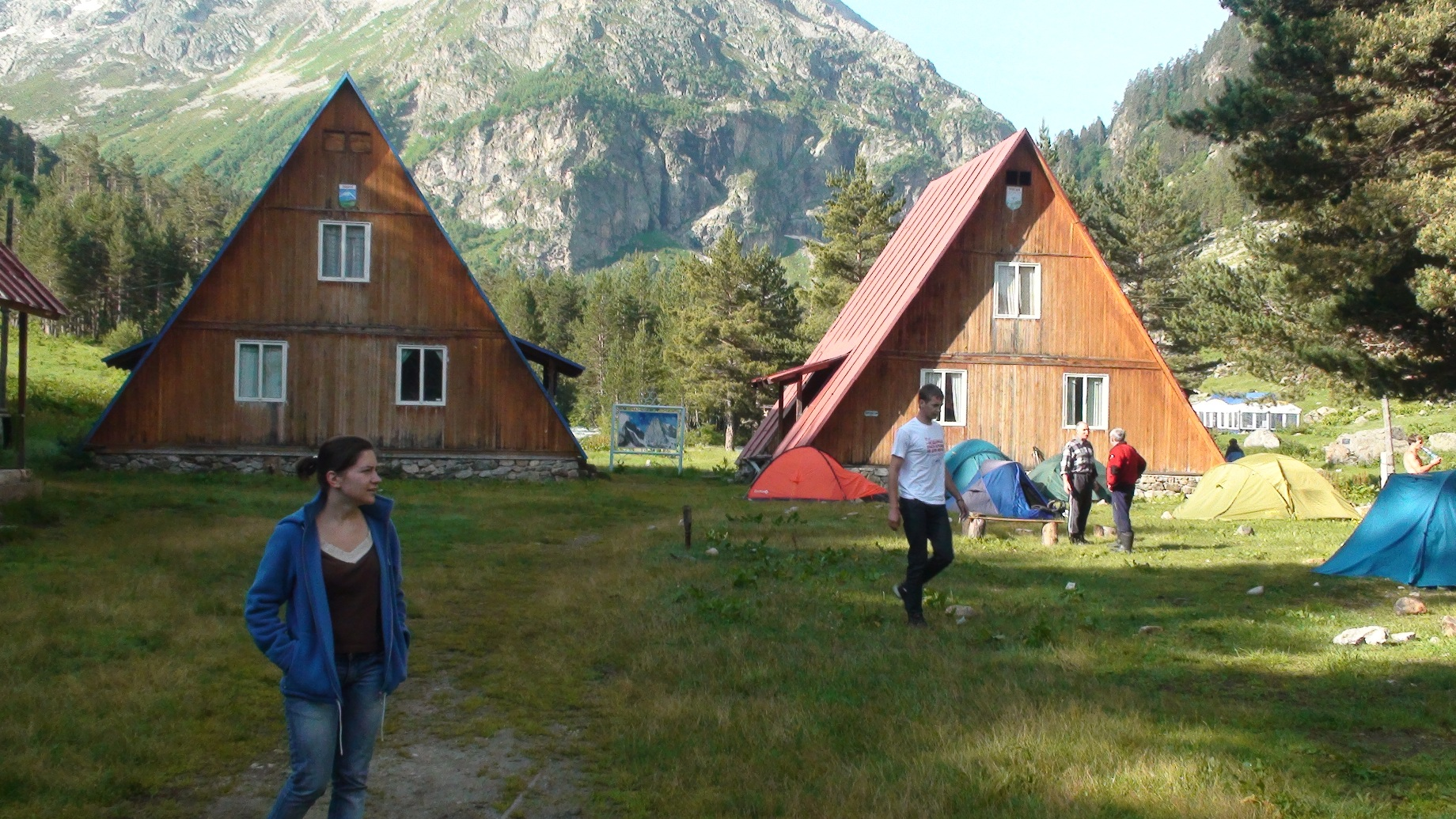
Альпинистский лагерь Узункол на Западном Кавказе

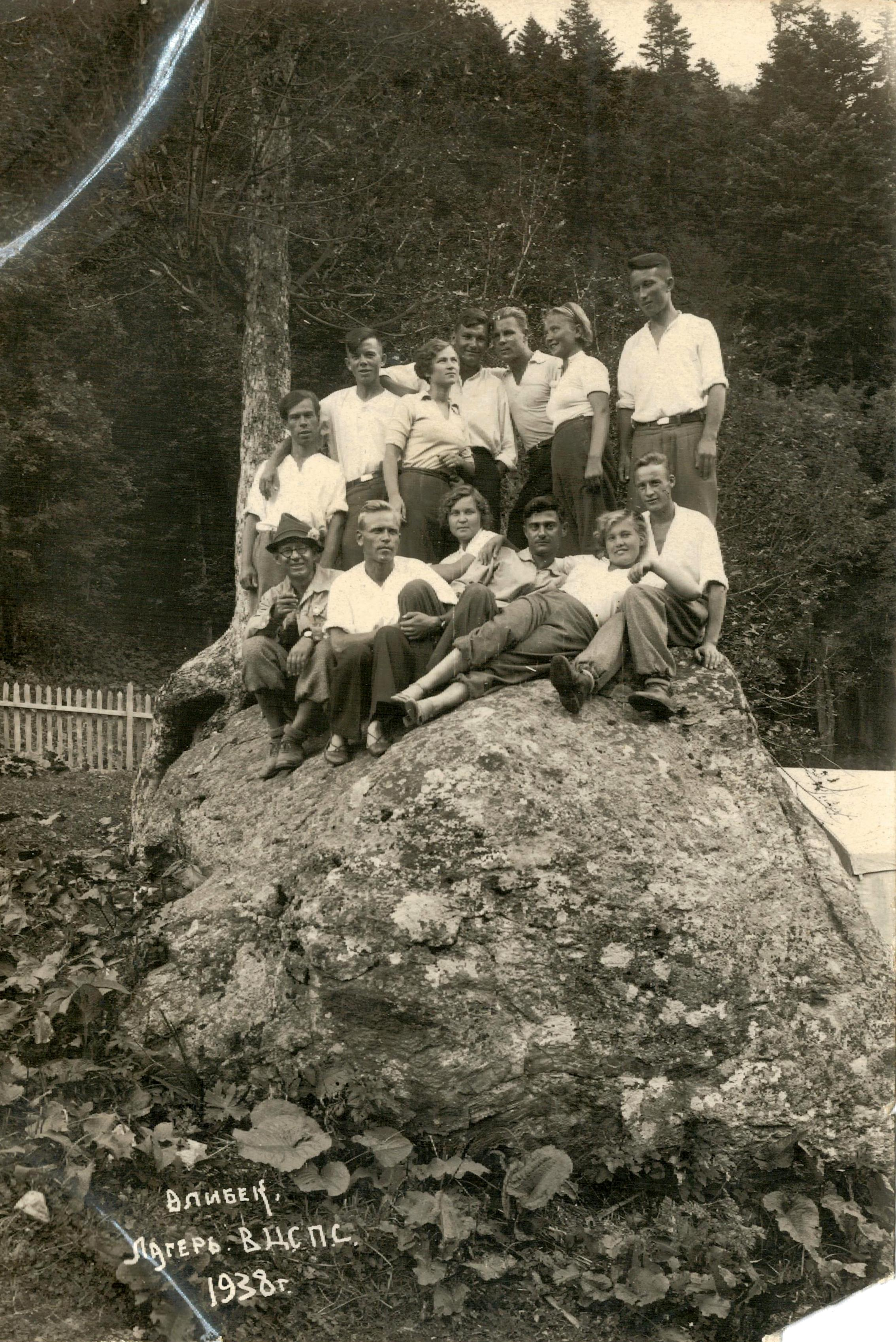
Лагерь Алибек, 1938 год

## Краткая история
По сравнению со странами Западной Европы, альпинизм как вид спорта в дореволюционной России практически не развивался и не культивировался. Редкие единичные достижения на этом поприще были неотрывно связаны либо с научными исследованиями под эгидой Русского географического общества и Российской Академии наук (первое восхождение на Эльбрус, путешествия Н. П. Семенова-Тянь-шанского, Н. М. Пржевальского, А. П. Федченко, А. В. Пастухова и др.), либо были совершены в инициативном порядке энтузиастами-любителями. С 1901 года в России действовало Русское горное общество, но число его членов было невелико, а достижения более чем скромны. К 1914 году уровень развития альпинизма в Российской империи, по мнению МСМК по альпинизму и шестикратного чемпиона СССР В. Лебедихина, отставал от западного на сто лет.
Датой рождения советского альпинизма считается 27 августа 1923 года, когда многочисленная группа студентов и преподавателей Тифлисского университета достигла вершины Казбека. В том же году (вне зависимости от этого достижения) был создан Высший совет физкультуры на правах постоянной комиссии при ВЦИК СССР, главной задачей которого являлась популяризация развития физкультуры и спорта в стране: «…физическая культура должна составлять неотъемлемую часть общеполитического, культурного воспитания и образования, обновления масс». В 1926 году при Центральном комитете ВЛКСМ было образовано бюро туризма, одним из результатов работы которого стало создание в вузах, на предприятиях и в учреждениях СССР горных секций, которые в 1929 году объединила Центральная горная секция (ЦГС) при Центральном совете общества пролетарского туризма (ЦС ОПТ, немногим позднее ЦС ОПТЭ (+ экскурсий)), которую возглавил Василий Логинович Семеновский и которая уже на первых порах своей деятельности столкнулась с большими трудностями как методически-организационного (отсутствием квалифицированных кадров, литературы, методических материалов), так и сугубо материально-технического характера (отсутствием необходимого снаряжения для обеспечения их деятельности, учебно-тренировочных центров и т. п.). Тогда же стало очевидным, что воспитание и подготовка необходимых кадров в этой спортивной дисциплине — гораздо более сложная задача.
Не исключено, что не без участия ЦГС 30 апреля 1930 года ЦИК СССР своим постановлением обязал «Высший совет народного хозяйства Союза ССР организовать массовое производство необходимого для нужд физической культуры оборудования и инвентаря», которое содействовало в дальнейшем и производству, в частности, горного снаряжения, а в 1931 году в Баксанском ущелье Кавказа московской кинофабрикой «Рот-Фронт» был открыт первый альплагерь, который получил название «Баксан» (после ряда переименований, он в итоге сохранил оригинальное название). В 1935 году были открыты ещё пять альплагерей — четыре на Кавказе и один на Тянь-Шане («Горельник») — и в дальнейшем их число только увеличивалось. В 1974 году на поляне Ачик-Таш в Алайской долине, Памир (Кыргызстан), был открыт первый международный альпинистский лагерь — МАЛ «Памир». По мере становления материальной базы начала формироваться и уникальная в своём роде система альпинистской подготовки в СССР, исключительной особенностью которой принято считать массовость, организованность и единые правила учебно-воспитательной и спортивной подготовки как альпинистов, так и инструкторов-методистов — от начинающих до спортсменов/тренеров высшего уровня квалификации.

## Типы альплагерей
Альпинистские лагеря делятся на:
- стационарные, имеющие постоянные постройки и службы и рассчитанные на работу в течение многих лет;
- временные (палаточного типа).

В зависимости от целей создания и решения задач альпинистские лагеря делятся на:
- учебные — имеющие целью подготовку альпинистов на начальных этапах;
- спортивные — принимающие альпинистов-разрядников и имеющие целью повышение спортивного мастерства;
- учебно-спортивные, осуществляющие подготовку как начинающих альпинистов, так и спортсменов-разрядников.

## Список альпинистских лагерей[3]
| Название | Годы | Место расположения | Принадлежность |
| --- | --- | --- | --- |
| «Адыл-Су» («Локомотив» нижний) | открыт в 1936 восстановлен в 1946 | Центральный Кавказ: Приэльбрусье, Ущелье Адыл-Су | В начале ЦС ОПТЭ, затем ЦС ДСО профсоюзов; ныне подведомственен «КабБалкАльпинист»                                                                   |
| «Азот», позднее «Химик», сейчас «Джайлык»                                                                                              | Открыт в 1938, восстановлен после ВОВ | Центральный Кавказ: Приэльбрусье, Ущелье Адыр-Су | В начале ДСО Азот, после ВОВ ДСО Химик, с 1960 — ЦС ФИС                                                                                              |
| «Айлама» | Открыт в 1960 | Центральный Кавказ: Сванетский хребет, Грузия | ДСО Гантиади |
| «Актру» | Открыт ЦС ОП ТЭ в 1938, после ВОВ восстановлен в 1953 | Алтай: Ущелье Актру, | ЦС ОПТЭ, после ВОВ ЦС ДСО Буревестник |
| «Ала-Арча» | Открыт в 1951 | Тянь-Шань: Ущелье Ала-Арча, Кыргызстан, 45 км от Бишкека                                                                                                  | Первоначально ДСО Искра, с 1960 передан ЦС ДСО Труд                                                                                                  |
| «Алай» | открыт ВС ДСО профсоюзов как спортивная база | Тянь-Шань/Памиро-Алай:: Кичик–Алайский хребет (Филиал в ущ. Кур-ган). 400 км от г. Ош, Кыргызстан                                                         | В 1960 передан ДСО Труд |
| «Ала-Тоо» | открыт ВС ДСО профсоюзов в 1960 как спортивная база | Тянь-Шань: Ущелье Кара-кол (вблизи о. Кара-Куль). 22 км от Пржевальска, Кыргызстан                                                                        | 1960 — передан ДСО «Труд» |
| «Алибек» (См. «Наука») | Восстановлен после ВОВ в 1946 | Западный Кавказ: Домбайское ущелье, 135 км от Черкесска                                                                                                   | В 1960 передан ЦС ДСО Буревестник |
| «Артуч» | Открыт в 1971 | Памир: Фанские горы, Таджикистан, 100 км от Самарканда | |
| «Базардюзю» | открыт ЦС ДСО «Искра» в 1952, вскоре был закрыт из-за отсутствия финансирования | Восточный Кавказ: Ю. Дагестан, у г. Базардюзю | Фактически альплагерь Днепропетровского госуниверситета                                                                                              |
| «Баксан» — первый альплагерь в СССР. Вначале назывался СовКино. С 1934 года — Рот-Фронт, с 1947 года — Большевик, с 1960 года — Баксан | Открыт в 1931 году с названием Совкино́. Восстановлен после ВОВ в 1947 | Центральный Кавказ: Приэльбрусье, Долина реки Баксан, 130 км от Нальчика, при впадении р. Есеньги в Баксан (см. Бечо (перевал)); в районе Поляны Нарзанов | До ВОВ — Московская кинофабрика Рот-фронт, с 1947 г. — ДСО Большевик, с 1960 г. — ЦС ДСО Буревестник                                                 |
| «Безенги» — спортивный альпинистский лагерь (затем учебно-спортивная база)                                                             | открыт Кабардино-Балкарским ТЭУ в 1959 | Центральный Кавказ: Хуламо-Безенгийское ущелье, в 103 км от Нальчика (К-Б заповедник)                                                                     | В 1960 передан ЦС ДСО «Труд» |
| «Белалакая» (альплагерь «Медик» ЦС ДСО «Медик»).                                                                                       | Открыт в 1952 на базе довоенного дома отдыха Комиссии содействия учёным АН СССР. После 1960 года передан в ведение Карачаево-Черкесского обкома партии как база отдыха                             | Западный Кавказ: Домбайская поляна, 133 км от Черкесска                                                                                                   | ЦС ДСО Медик |
| «Бумажник» (С 1960 — «Красная Звезда»)                                                                                                 | открыт ЦС ДСО «Бумажник» в 1938. Закрыт в связи со строительством комплекса канатно-кресельных дорог в Домбае                                                                                      | Западный Кавказ: Домбайская поляна, 133 км от Черкесска                                                                                                   | До ВОВ ЦС ДСО «Бумажник». С 1960 года — ЦС ДСО «Труд»                                                                                                |
| «Варзоб», (первоначально «Искра») | открыт ЦС ДСО «Буревестник» в 1952 | Памир: Долина р. Варзоб. 54 км от Душанбе. Спортивный филиал в ущелье Арг, вблизи от Алаудинских озёр                                                     | 1960 — передан ЦС ДСО «Таджикистан» |
| «Гвандра» (сейчас Узункол) | открыт Пятигорским ТЭУ в 1959 | Западный Кавказ: Ущелье Узункол. 140 км от Черкесска | 1960 — передан ЦС ДСО «Спартак» с новым названием — «Узункол»                                                                                        |
| «Горельник» | открыт ДСО «Искра» в 1935. Закрыт в связи со строительством плотины в р-не Медео | Тянь-Шань: Мало-Алма-атинское ущелье, Казахстан | После ВОВ передан ЦС ДСО «Буревестник» |
| «Джайлык» (см. «Азот») | Открыт в 1938 году. Разрушен селевым потоком в 1977, 43°13′41″ с. ш. 42°48′22″ в. д. Ниже по долине Адыр-Су был построен новый лагерь, называемый «Новый Джайлык», 43°14′18″ с. ш. 42°47′47″ в. д. | Центральный Кавказ: Приэльбрусье, Ущелье Адыр-Су | ЦС ФИС (Труд-2) |
| «Джантуган» (Джан-Туган; «Верхний Локомотив»)                                                                                          | Открыт ЦС ОПТЭ в 1935. Затем передан ДСО «Локомотив». Закрыт в 1960 в связи с камнепадоопасностью склонов над лагерем.                                                                             | Центральный Кавказ: Приэльбрусье, Ущелье Адыл-Су, 132 км от Нальчика.                                                                                     | Первоначально ДСО Локомотив. После закрытия в 1960 году передан МВТУ. Туристско-альпинистская спортивная база МГТУ им. Баумана                       |
| «Дигория» — учебно-оздоровительно-альпинистский лагерь                                                                                 | Начало строительства — 1975 | Центральный Кавказ: Поляна Дигора (верховья р. Урух, Северная Осетия).                                                                                    | завод «Ростсельмаш» |
| «Домбай» (ранее «Молния») (см. «Молния», «Софруджу»).                                                                                  | открыт ЦС ОПТЭ и ДСО «Молния» в 1937 | Западный Кавказ: Домбайская поляна. 130 км от Черкесска                                                                                                   | С 1960 передан ЦС ДСО «Буревестник» |
| «Дугоба» | открыт ДСО «Узбекистон» в 1951 | Памиро-Алай: Склоны Алайского хребта, ущелье Дугоба. 75 км от Ферганы. Кыргызстан                                                                         | |
| «Занге-Зур» | открыт ЦС ДСО «Химик» в 1951 | Малый Кавказ: Армения, Зангезурский хребет | |
| «Зесхо» | открыт ВС ДСО профсоюзов в 1960 | Центральный Кавказ: Верхняя часть Сванетского хребта. 150 км от Кутаиси. Грузия (Рача-Лечхуми и Квемо-Сванети).                                           | ЦС ДСО «Гантиади» |
| «Золото» | открыт ЦС ДСО «Золото» в 1937. | Западный Кавказ: КЧР, Ущелье Гондарай (верховья р. Учкулан)                                                                                               | ЦС ДСО «Золото» После ВОВ не восстановлен |
| «Искра» | открыт ЦС ДСО «Искра» в 1952 | Тянь-Шань: Киргизский Ала-Тау, Кыргызстан | ЦС ДСО «Искра» |
| «Кок-бас-тау» | открыт ДСО «Локомотив» в 1953 | Казахстан | 1961 — передан под детскую туристскую базу. |
| «Красная Звезда» — (см. «Бумажник») | открыт ЦС ДСО «Бумажник» в 1938. Закрыт в связи со строительством комплекса канатно-кресельных дорог в Домбае                                                                                      | Западный Кавказ: Домбайская поляна, 133 км от Черкесска                                                                                                   | ЦС ДСО «Труд» |
| «Локомотив Востока» | открыт ЦС ДСО «Локомотив» в 1937 | Западный Кавказ: КЧР, Гондарайская поляна (верховья р. Учкулан).                                                                                          | После ВОВ не восстановлен |
| «Локомотив Центра» | открыт ЦС ДСО «Локомотив» в 1937 | Западный Кавказ: КЧР, Узункольская поляна. | После ВОВ не восстановлен |
| «Медик» | Открыт ЦС ДСО «Медик» в Цее, 1937. Восстановлен после ВОВ в 1946 | Центральный Кавказ: Цейское ущелье | Лагерь до основания разрушен ночным селевым потоком в 1953                                                                                           |
| Международные альпинистские лагеря (МАЛ)                                                                                               | Первый лагерь МАЛ «Памир» был открыт в 1974 на поляне Ачик-Таш в Алайской долине, (Кыргызстан). | Памир, Памиро-Алай | Управление международных альплагерей Спорткомитета СССР                                                                                              |
| Международный альпинистский центр «Тянь-Шань»                                                                                          | Организован Киргизским Спорткомитетом в 1983 | Тянь-Шань: ледник Южный Иныльчек (Кыргызстан) | Спорткомитет Кыргызстана |
| Международный альпинистский лагерь «Хан-Тенгри»                                                                                        | Открыт ТОО "Международный альпинистский лагерь «Хан-Тенгри» в 1990 | Тянь-Шань: ледник Северный Иныльчек (Казахстан) | ТОО "Международный альпинистский лагерь «Хан-Тенгри»                                                                                                 |
| «Металлург» | | | см. «Сталь». |
| «Молния» | открыт ЦС ДСО «Молния» в 1937 | Центральный Кавказ: Приэльбрусье, Ущелье Адыр-Су, КБР. | снесен селевым потоком в 1940 |
| «Молния» | открыт ЦС ОПТЭ и ДСО «Молния» в 1937 | Западный Кавказ: Домбайская поляна. 130 км от Черкесска.                                                                                                  | (см. «Домбай») |
| «Наука» (см. «Алибек») | открыт ЦС ОПТЭ и ДСО «Наука» в 1935 | Западный Кавказ: Домбайское ущелье, 135 км от Черкесска                                                                                                   | После ВОВ известен как альплагерь Алибек |
| «Накра» | в 1947 передан Харьковскому совету ДСО «Наука» | Центральный Кавказ: Приэльбрусье (грузинское), верховья р. Накра                                                                                          | |
| «Родина», позднее «Торпедо», в последнее время «Цей»                                                                                   | открыт ДСО «Родина» в 1935 | Центральный Кавказ: Цейское ущелье, Северная Осетия | 1960 — передан ДСО «Труд» с новым названием — «Торпедо» (см. «Торпедо»)                                                                              |
| «Сванетия» | открыт РС ТЭУ Грузии в 1988—1989 | Центральный Кавказ: Местиа. Сванетия. Грузия | |
| «Софруджу» — название лагеря «Домбай» в период нахождения альплагерей в ведении ЦТЭУ ВЦСПС 1958—1959                                   | | | (см. «Домбай») |
| «Сталь». После ВОВ новое название Металлург. Позднее передан ДСО «Труд» с новым названием — «Уллу-тау»                                 | открыт ДСО «Сталь» в 1936 | Центральный Кавказ: Приэльбрусье, Ущелье Адыр-Су | Последнее время ДСО ТРУД |
| «Таймази» | Строительство начато в 1975 | Центральный Кавказ: Дигорское ущелье, верховья р. Урух, Северная Осетия                                                                                   | Оздоровительно-альпинистский лагерь Таганрогского радиотехнического института.                                                                       |
| «Талгар». После ВОВ новое название — «Металлург». C 1960 — «Талгар»                                                                    | открыт ОПТЭ Казахстана в 1937. 1979 — практически полностью разрушен селевым потоком, переведен в Мало-Алма-атинское ущелье                                                                        | Тянь-Шань: Ущелье Средний Талгар. 46 км от г. Алма-Аты.                                                                                                   | 1960 — передан ЦС ДСО «Труд» |
| «Туюк-Су» | открыт ДСО «Локомотив» в 1939 | Тянь-Шань: Мало-Алма-атинское ущелье. Казахстан | 1960 — передан ЦС ДСО «Енбек». 1966 — разрушен сошедшей лавиной и закрыт 2005 — возобновил работу                                                    |
| Узункол (альплагерь) — | открыт Пятигорским ТЭУ в 1959 | Западный Кавказ: Ущелье Узункол. 140 км от Черкесска | см. Гвандра |
| «Уллу-тау» | Открыт в 1936 году | Центральный Кавказ: Приэльбрусье, Ущелье Адыр-Су | см. «Сталь» |
| «Учитель» | открыт Московским советом ОПТЭ и ДСО «Учитель» в 1937 | Западный Кавказ: Узункольская поляна. | После ВОВ не восстановлен |
| «Цей» | открыт как «Родина» в 1935 | Центральный Кавказ: Цейское ущелье, Северная Осетия | (см. «Родина») |
| «Шах-Даг» | открыт ДСО «Наука» в 1951 | Восточный Кавказ: Склоны Шах-Дага, Кусарский р-н, Азербайджан                                                                                             | |
| «Шахтёр» (позднее УМЦ Эльбрус) | | Центральный Кавказ: Приэльбрусье, Ущелье Адыл-Су | ДСО «Шахтер». Позднее ЦС ДСО «Авангард» (Украина) |
| «Шхельда» | открыт ЦС ДСО «Спартак» в 1947 | Центральный Кавказ: Приэльбрусье, ущелье Адыл-Су (Шхельдинское ущелье). 135 км от г. Нальчика                                                             | КабБалкальпинист |
| «Эльбрус» учебно-методический центр (УМЦ) (см. «Шахтер»).                                                                              | Постановлением Секретариата ВЦСПС альпбаза «Эльбрус» преобразована в УМЦ (с 01.01.1988) | Центральный Кавказ: Приэльбрусье, Ущелье Адыл-су | Управления альпинизма ВС ДСО профсоюзов. Центр научной работы по альпинизму, подготовки и переподготовки инструкторов альпинизма и кадров спасателей |
| «Юный альпинист» — Детский альпинистский лагерь                                                                                        | Открыло «УкрТурэ» (ОПТЭ Украины) в 1935. После ВОВ лагерь восстановлен в 1948 | Центральный Кавказ: Цейское ущ., Сев. Осетия. | С 1940 — в Баксане, Приэльбрусье. |
| Эльбрус (альплагерь) | | | см. «Шахтёр». |